# Fares Ibrahim
Fares Ibrahim Hassouna El-Bakh (arabisch فارس إبراهيم سعد حسونة الباخ, DMG Fāris Ibrāhīm Saʿd Ḥassūna al-Bāḫ; * 4. Juni 1998) ist ein katarischer Gewichtheber. Er ist in der Gewichtsklasse bis 96 Kilogramm aktiv.

## Karriere
Fares Ibrahim gab bereits 2016 sein Olympiadebüt im Halbschwergewicht, das er auf dem siebten Platz beendete. Er wurde bei den Junioren in der Klasse bis 85 Kilogramm zunächst 2016 Dritter bei den Weltmeisterschaften, ehe ihm ein Jahr darauf der Titelgewinn gelang. Diesen wiederholte er 2018, diesmal in der Klasse bis 94 Kilogramm. Zuvor hatte er in dieser Klasse bereits bei den Erwachsenen die Bronzemedaille bei den Weltmeisterschaften 2017 in Anaheim gewonnen. 2018 folgte in der Klasse bis 94 Kilogramm hinter Sohrab Moradi eine Silbermedaille bei den Asienspielen in Jakarta. Ebenfalls Silber gewann Ibrahim bei den Weltmeisterschaften 2019 in Pattaya in der Klasse bis 96 Kilogramm und bei den Asienmeisterschaften 2020 in Taschkent in der Klasse bis 102 Kilogramm.
Bei den 2021 ausgetragenen Olympischen Spielen 2020 in Tokio startete Ibrahim im Mittelschwergewicht bis 96 Kilogramm. Für den Wettbewerb hatte er sich als Führender der Weltrangliste qualifiziert. Im Reißen schaffte er zunächst 177 Kilogramm und ließ im Stoßen 225 Kilogramm folgen, womit er auf den Bestwert des Wettkampfes von 402 Kilogramm kam. Ibrahim wurde Olympiasieger vor Keydomar Vallenilla und Anton Plesnoi und erhielt damit als erster Katarer in der Geschichte eine olympische Goldmedaille. Kurz nach den Spielen belegte er bei den Weltmeisterschaften 2021 in Taschkent den zweiten Platz.
Sein Vater Ibrahim El-Bakh nahm für Ägypten an den Olympischen Spielen 1984 in Los Angeles und 1992 in Barcelona im Gewichtheben teil.